# Micha (Was hast du mir nur angetan?)
Micha (was hast du mir nur angetan?) ist ein satirisches Lied von Alex Werth, Jan Böhmermann und Niko Faust. Es wurde von Jan Böhmermann am 25. März 2022 unter dem Pseudonym Jürgen Michaels im ZDF Magazin Royale vorgetragen.

## Inhalt und Hintergrund
In der besagten Folge seines Satiremagazins hatte Böhmermann ausführlich über die Geschäftspraktiken des Musikmanagers Michael Jürgens berichtet und diese in einem sehr kritischen Licht erscheinen lassen. Jürgens, der hinter den großen Musikshows der ARD (insbesondere den Festen der Volksmusik mit Florian Silbereisen auf Das Erste) steht, habe unverhältnismäßig viel Einfluss in der Schlagerbranche. Ohne sein Wohlwollen hätten junge Künstler nur schlechte Karrierechancen. Auch fände in vielen der Sendungen Schleichwerbung statt.
Am Ende der Sendung kündigte Böhmermann dann den Schlagersänger Jürgen Michaels mit Micha (Was hast du mir nur angetan?) an. Der Interpret (offenkundig identisch mit dem Moderator) spielt in dem Lied einen Fan von Schlagern, der die Musiksendungen der ARD nicht nur sehr gerne gesehen, sondern sich überdies stark mit ihren Inhalten identifiziert hat. Umso größer ist die Enttäuschung nach den Enthüllungen über Michael Jürgens. Jürgen Michaels alias Jan Böhmermann imitiert Stimme und Aussehen von Florian Silbereisen, die für dessen Shows typische Performance wird parodiert, dabei kommen auch Playback-Musiker und Tänzerinnen zum Einsatz. Zum Schluss erscheint zur Überraschung des Publikums Menderes Bağcı, der eine fiktive Goldene Schallplatte überreicht, bevor Jürgen Michaels unter stehenden Ovationen seine neue CD und die große Deutschland-Tournee bewirbt. Auch dies sind typische Elemente der Silbereisen-Shows.
Bis zum 29. März 2022 wurde das Lied 187.000 bei YouTube angeklickt, 55.000 mal häufiger als eine am selben Tag erschienene Neuvorstellung von Roland Kaiser. Das Lied erschien außerdem als digitale Single Micha (was hast du mir nur angetan?) Das Video mit der vollständigen Sendung wurde mehr als 1,6 Millionen Mal angeklickt.

## Rezeption
Über die Sendung vom 25. März 2022 erschienen in den Tagen nach der Ausstrahlung viele Berichte, die meisten teilen Böhmermanns Kritik an den Geschäftspraktiken von Michael Jürgens. Ein Autor der Frankfurter Rundschau hält diese allerdings für aufgebauscht und überzogen. Dass Manager in der Musikszene große Macht hätten, sei normal und überdies weithin bekannt. Der Micha-Song erinnert ihn an Switch reloaded, wo Michael Kessler Florian Silbereisen wiederholt parodiert hatte. Ein Autor des Express hält das Lied nicht nur für eine Silbereisen-Parodie (erkennbar beispielsweise an der „Föhnfrisur“ und einem aufgeklebten Tattoo), er findet darin auch Anspielungen auf Schlager-Stars wie Helene Fischer und Wolfgang Petry. Worin genau diese bestehen sollen, erfährt der Leser allerdings nicht.